# Nora kyrka, Västmanland
Nora kyrka är en kyrkobyggnad i Nora i Västerås stift. Den är en av församlingskyrkorna i Nora bergslagsförsamling.

## Kyrkobyggnaden
Kyrkan är troligen den tredje på samma plats. Tidigare kyrka var från 1500-talet och ersatte i sin tur en medeltida kyrkobyggnad. Nuvarande kyrka i nyromansk stil uppfördes efter ritningar av arkitekt P. Andersson och invigdes år 1880. Kyrkan är en basilika med ett absidformat kor i öster ett 55 meter högt torn i väster. Korsarmar sträcker sig ut åt norr och söder.
Åren 1934–1935 genomgick kyrkorummet en restaurering efter ritningar av arkitekt Figge Wetterqvist. Bland annat tillkom ny färgsättning, ny bänkinredning, ny läktarbarriär och korets arkitektur förändrades. Innertaket försågs med målningar av konstnären Einar Forseth som även försåg korfönstren med fem glasmålningar. Sidoskeppen försågs med muralmålningar av Ragnhild Nordensten, som är uppvuxen i socknen. Predikstolen kompletterades med fem skulpturer av Arvid Backlund och fick då förmodligen ett nytt ljudtak.
Vid en senare restaurering 1988–1989 under ledning av arkitekt Jerk Alton återställdes korets ursprungliga form och kyrkorummet fick ny färgsättning med kraftiga inslag av grönt, rött och guld.
En omfattande yttre restaurering genomfördes 2002–2003 då plåttaket byttes ut och kyrktornet fick ny puts.

## Inventarier
- Dopfunten av kalksten skänktes 1625 till kyrkan.
- Altaruppsatsen är från 1684. Nuvarande altare tillkom vid restaureringen 1988–1989 och invigdes av biskop Claes-Bertil Ytterberg.

## Orglar
- I gamla kyrkan fanns en hundraårig orgel som skulle säljas 1877.[2]
- Läktarorgeln byggdes 1881 med 24 stämmor fördelade på två manualer och särskild pedal av E. A. Setterquist & Son, Örebro. Avsynare och besiktningsmän var  musikdirektörerna Gustaf Wilhelm Heintze i Stockholm och E. G. Korsgren i Hjulsjö samt organisten Johan Fredrik Wilhelm Forsberg i Arboga och apotekaren Johan Wallenius Ulmgren i Örebro. De gav alla fina lovord för bygget. Orgeln invigdes söndagen 21 augusti 1881 av kontraktsprosten Oskar Bohm, Nora.[3] Orgeln byggdes om 1926 av A. Magnusson Orgelbyggeri, Göteborg. 1947 ombyggdes den av en okänd orgelbyggare samt 1976 av Gunnar Carlsson, Borlänge. I sitt nuvarande skick har orgeln 33  stämmor varav en är en transmission.

Disposition:
| Manual I (C-g3)     | Manual II (C-g3)  | Pedal (C-f1)   | Koppel  |
| ------------------- | ----------------- | -------------- | ------- |
| Borduna 16'         | Gedackt 16'       | Subbas 16'     | II/I    |
| Principal 8'        | Basetthorn 8'     | Ekobas 16' tr. | II/P    |
| Dubbelflöjt 8'      | Rörflöjt 8'       | Violon 16'     | I/P     |
| Borduna 8'          | Salicional 8'     | Kvinta 10 2/3' | I 4'/I  |
| Gamba 8'            | Voix céleste 8'   | Gedackt 8'     | II 4'/P |
| Oktava 4'           | Principal 4'      | Violoncell 8'  |         |
| Hålflöjt 4'         | Fl. okt. 4'       | Oktava 4'      |         |
| Kvinta 2 2/3'       | Nasard 2 2/3'     | Basun 16'      |         |
| Oktava 2'           | Waldflöjt 2'      | Trumpet 8'     |         |
| Grand Cornet 4 chor | Ters 1 3/5'       |                |         |
| Mixtur 5 chor       | Cymbel 3 chor     |                |         |
| Trumpet 8'          | Vox Humana 8'     |                |         |
|                     | Tremulant         |                |         |
|                     | Crescendosvällare |                |         |

3 fria kombinationer, tutti, utlösare, automatisk pedalväxling samt tungstämmor av.
- En kororgel på sex stämmor byggdes 1979 av Walter Thür Orgelbyggen.

Disposition:
| Manual (C-g3) | Pedal (C-f1) | Koppel  |
| ------------- | ------------ | ------- |
| Gedackt 8'    | Subbas 16'   | Man/Ped |
| Principal 4'  |              |         |
| Spetsflöjt 4' |              |         |
| Waldflöjt 2'  |              |         |
| Scharf 2 chor |              |         |

## Galleri

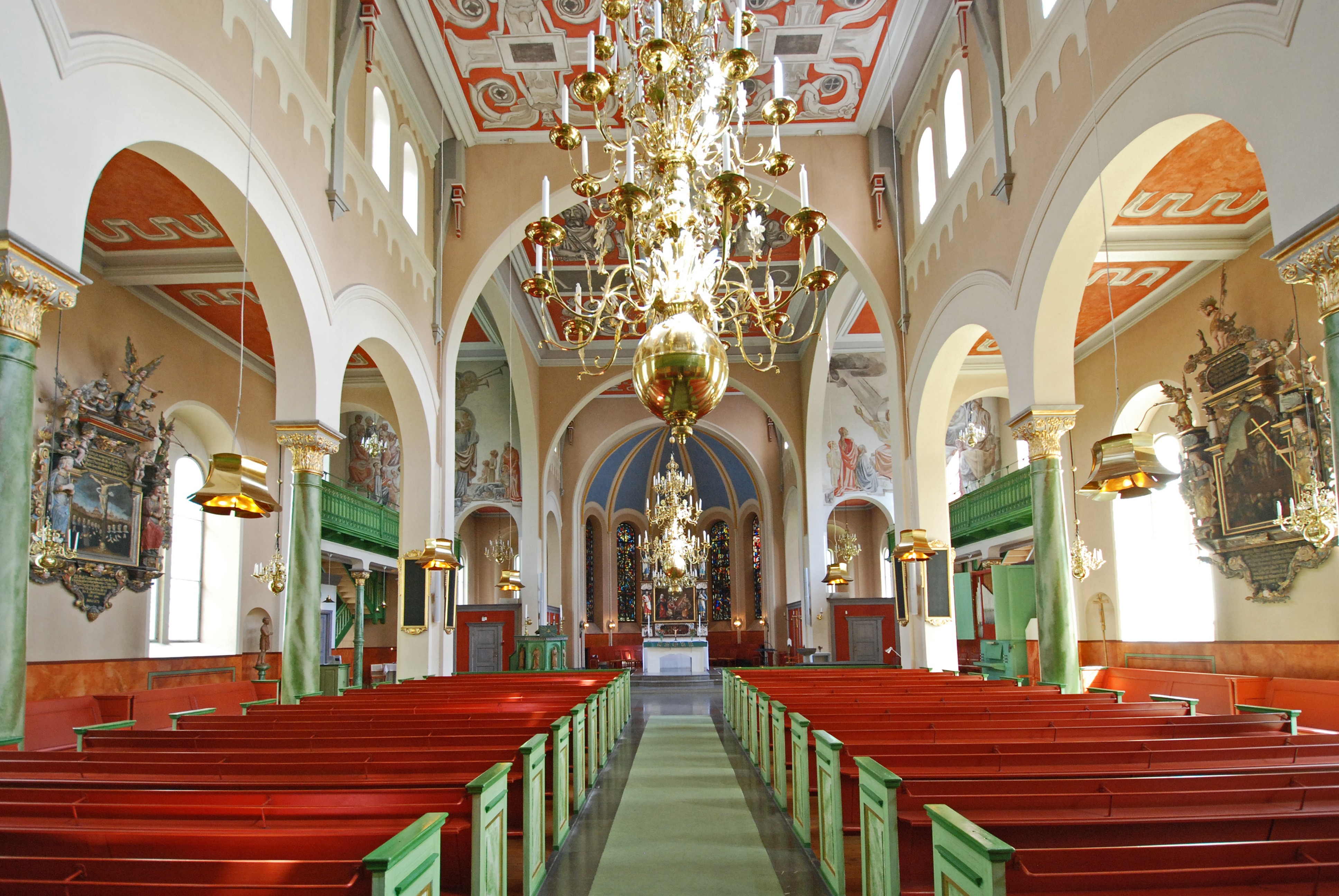
Kyrkorummet
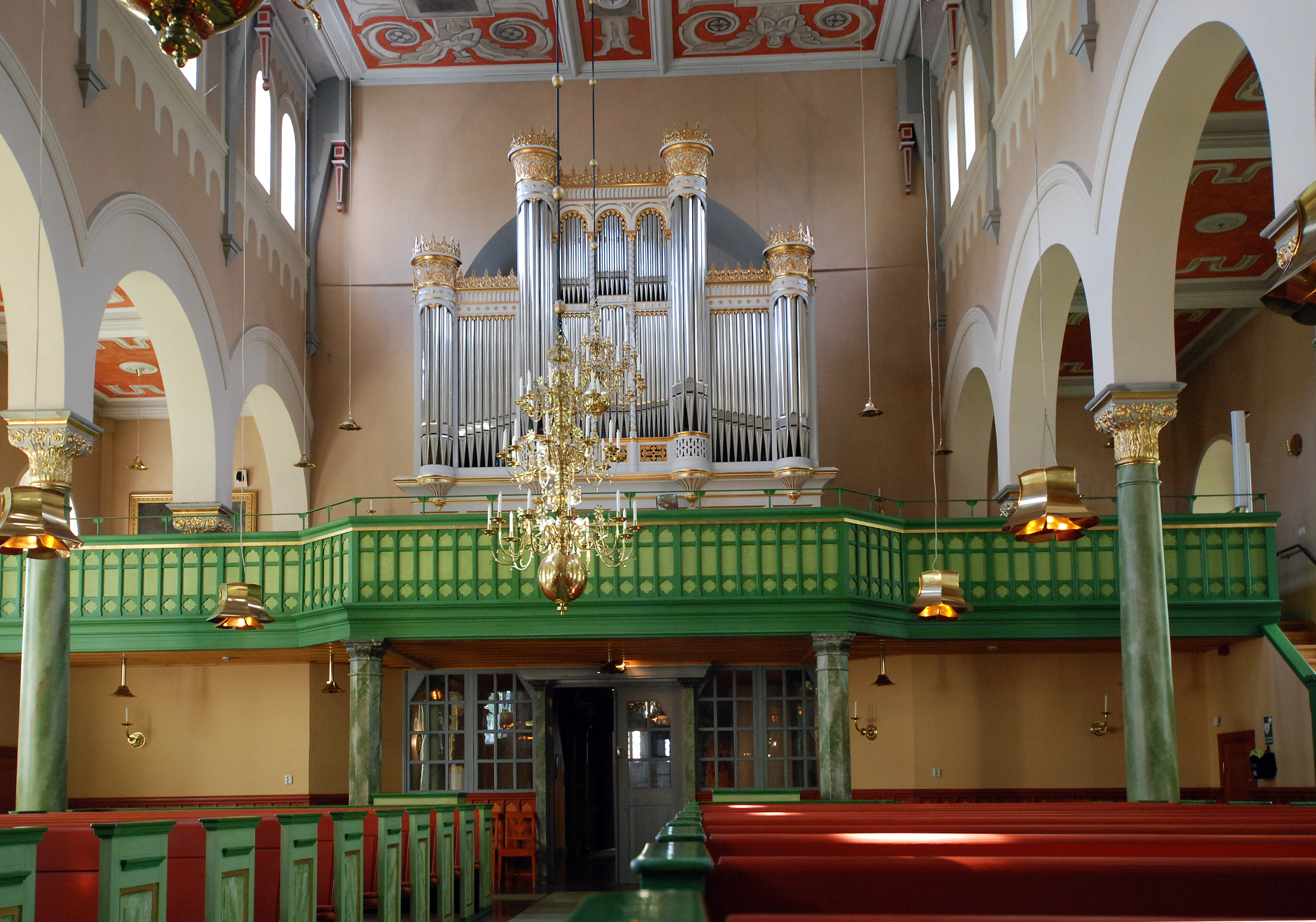
Orgeln
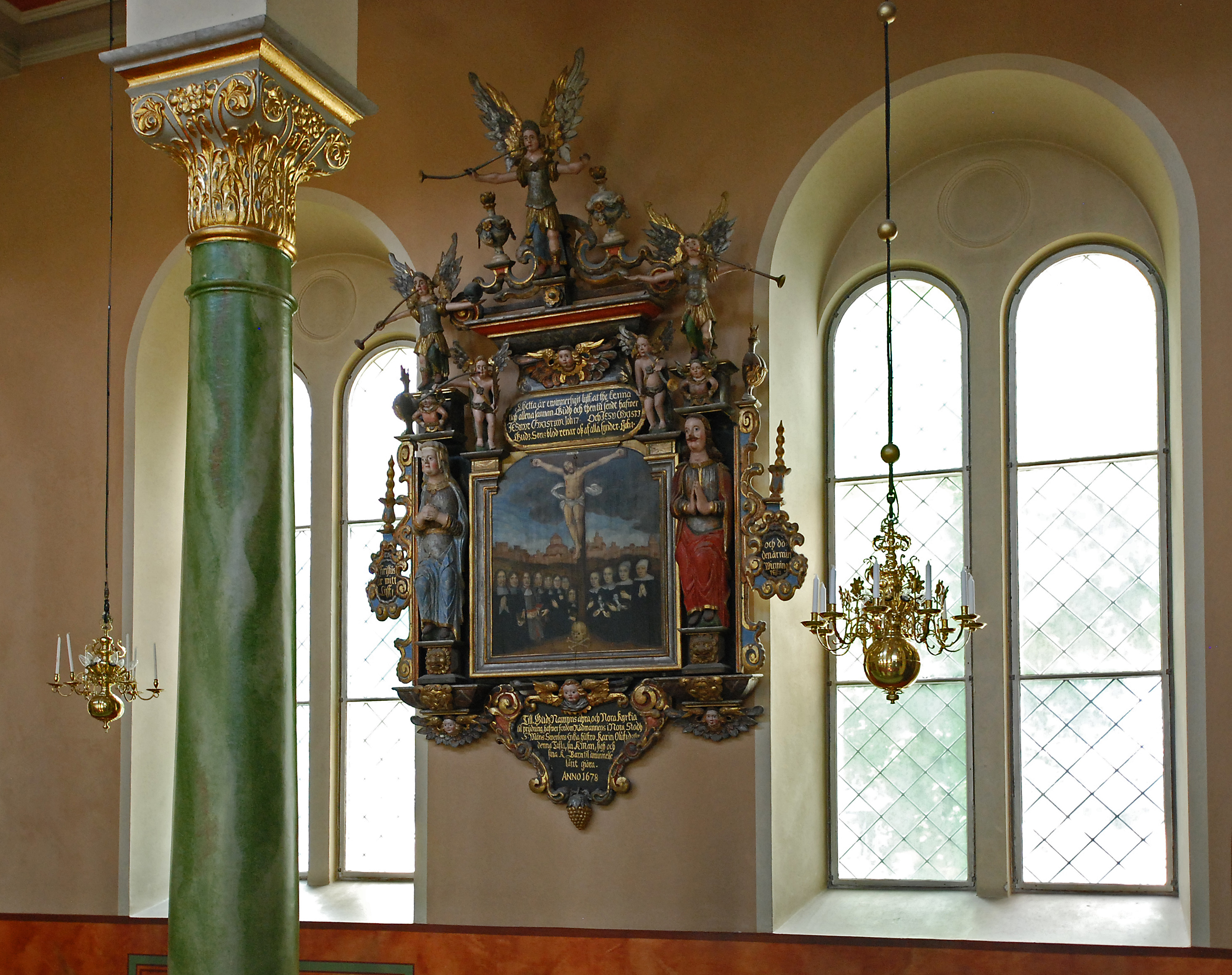
Tavla
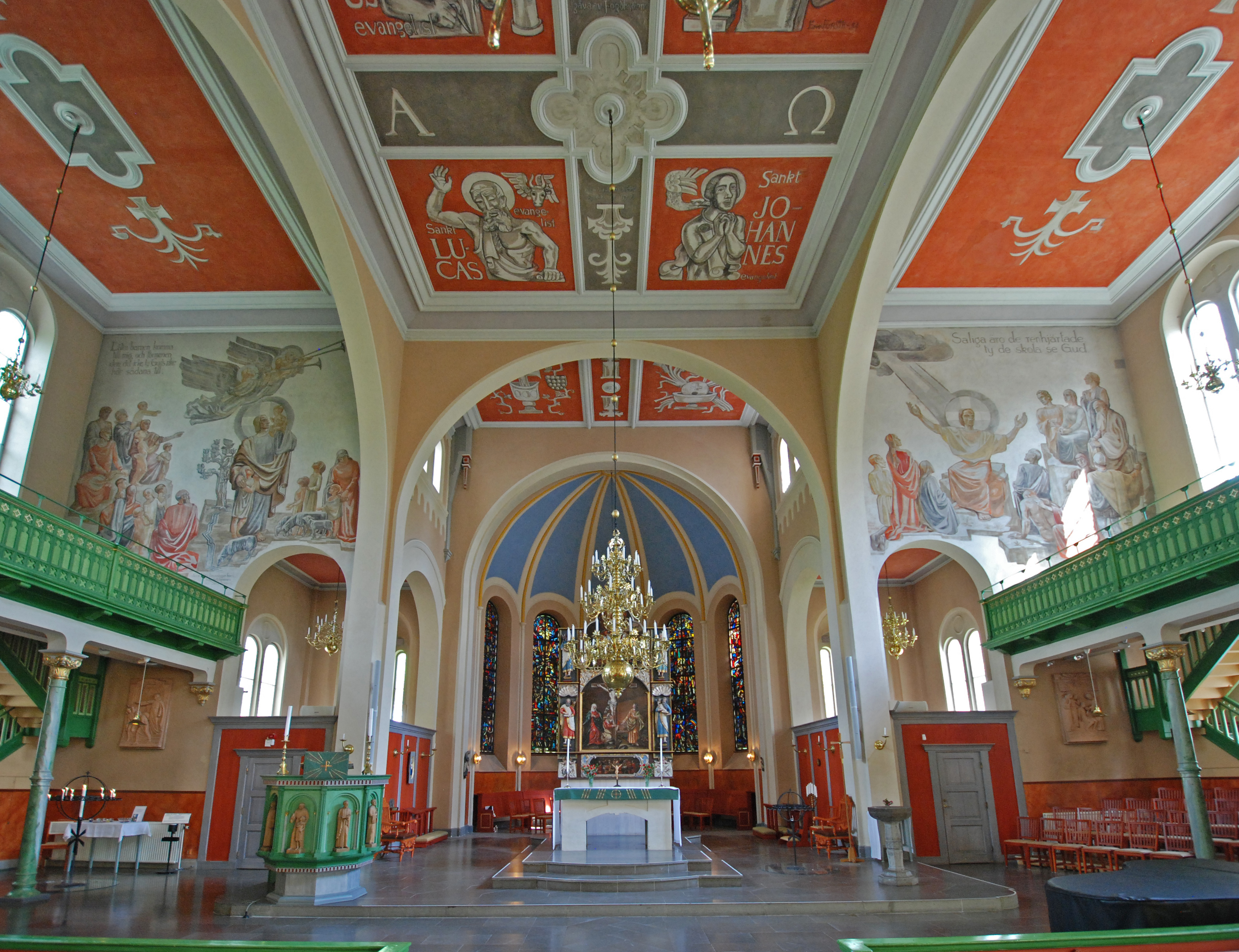
Tak- och väggmålningar

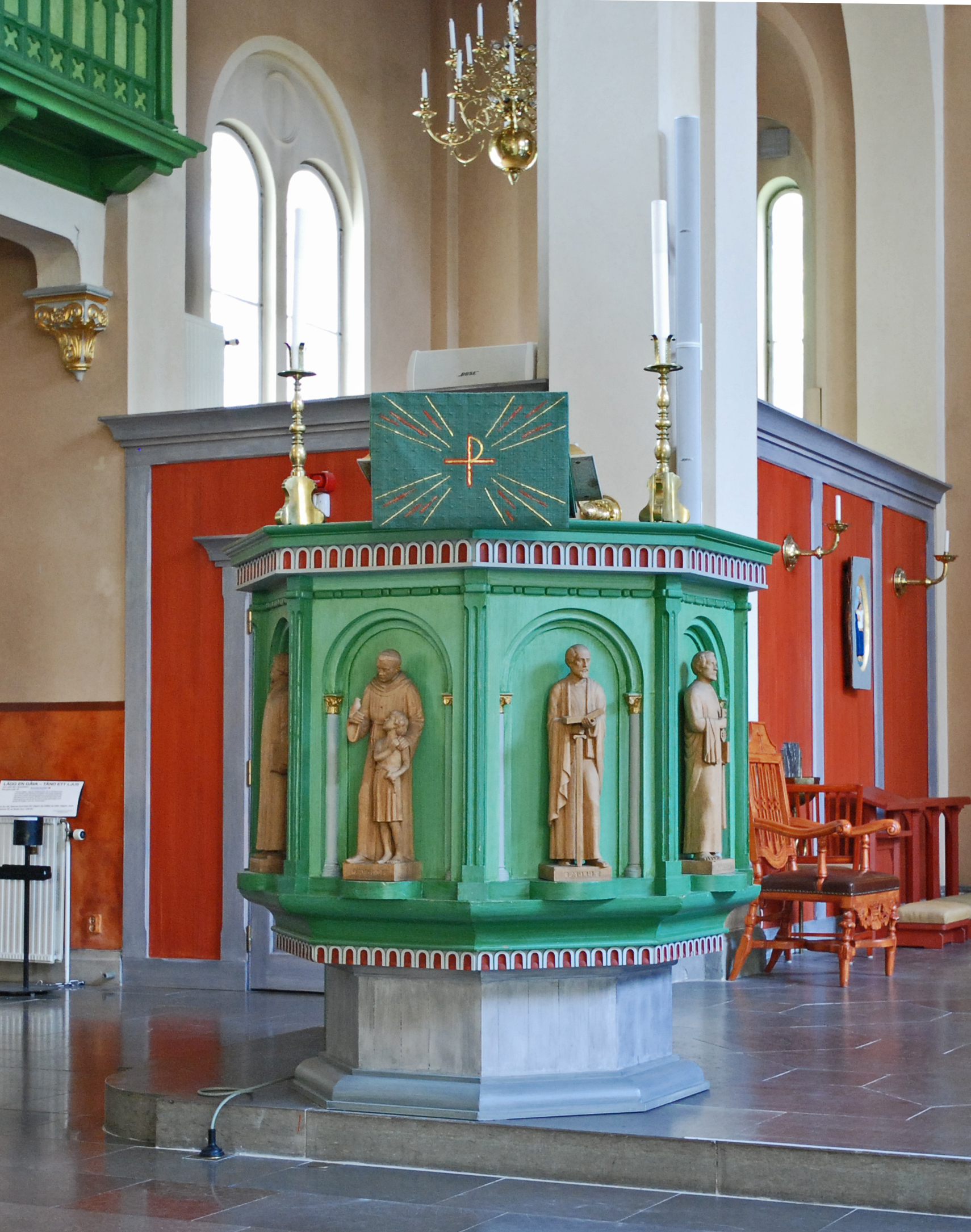
Predikstolen
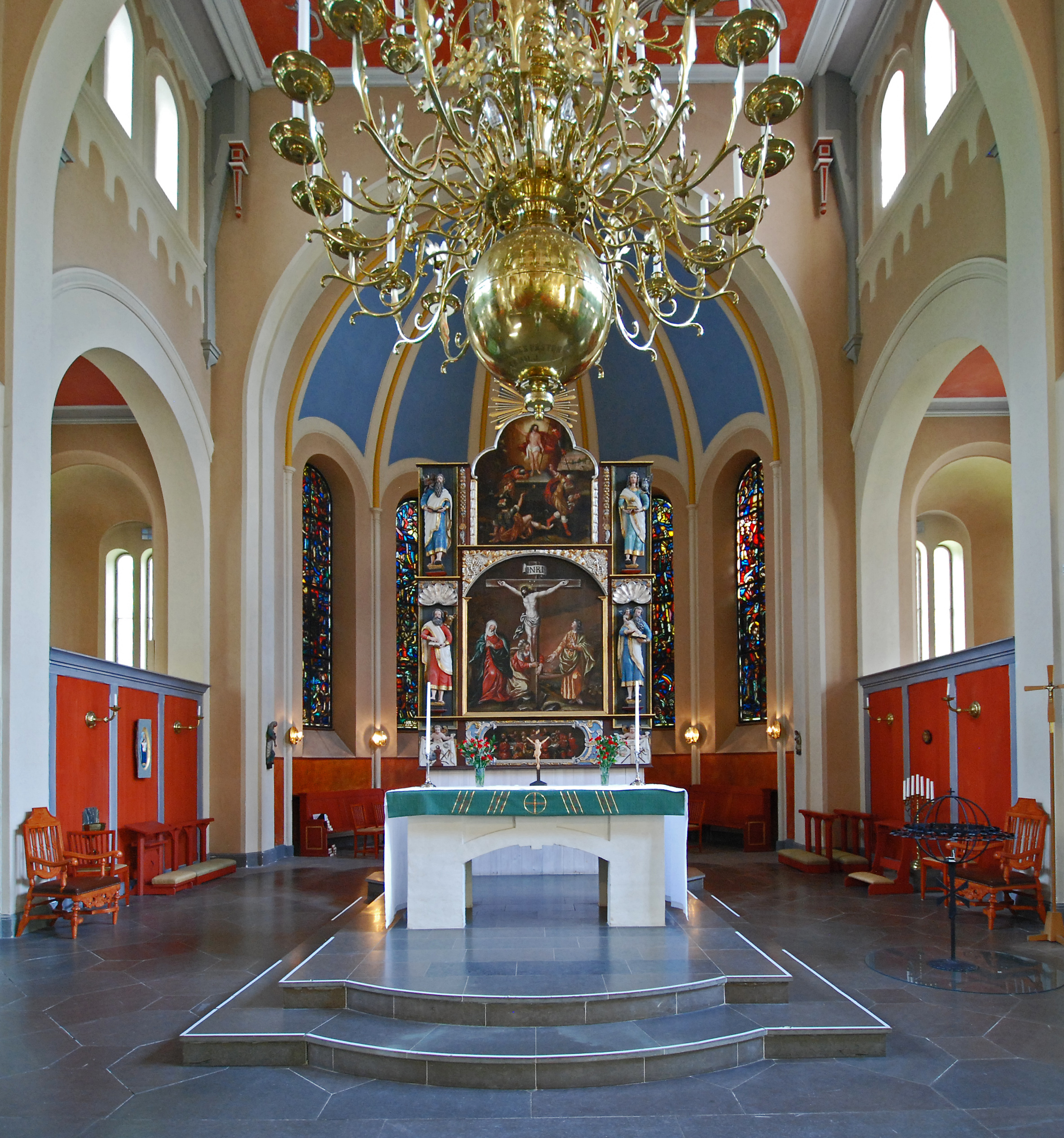
Altaret

### Fotnoter
1. ↑  ”Nora kyrka”. Svenska kyrkan. https://www.svenskakyrkan.se/nora/nora-kyrka. Läst 16 oktober 2017.
2. ↑  ”Nora kyrka, som skall ombyggas, kommer ej att använda.”. Köpings Tidning, notis 5:e kolumn under "Stiftsnyheter". 29 juni 1877. https://tidningar.kb.se/2762485/1877-06-29/edition/154738/part/1/page/2/?newspaper=K%C3%96PINGS%20TIDNING&from=1877-06-29&to=1877-06-29. Läst 10 december 2022.
3. ↑  ”Om Orgelinwigningen i Nora kyrka.”. Nerikes Allehanda, notis 1:a kolumn. 24 augusti 1881. https://tidningar.kb.se/8264853/1881-08-24/edition/146365/part/1/page/3/?newspaper=NERIKES%20ALLEHANDA&from=1881-08-24&to=1881-08-24. Läst 12 januari 2023.
4. ↑  ”Västerås stifts orgelinventering 2018-2019 nr:11813”. orgeldatabas.gu.se. https://orgeldatabas.gu.se/webgoart/goart/go_pub.php?p=48&u=1&f=335&l=sv&sectsel=detail&id_nr=11813. Läst 30 juni 2021.
5. ↑  ”Västerås stifts orgelinventering 2018-2019 nr:11811”. orgeldatabas.gu.se. https://orgeldatabas.gu.se/webgoart/goart/go_pub.php?p=48&u=1&f=335&l=sv&sectsel=detail&id_nr=11811. Läst 30 juni 2021.